# رئيس ألمانيا
رئيس ألمانيا ورسمياً الرئيس الاتحادي لجمهورية ألمانيا الاتحادية (بالألمانية: Bundespräsident der Bundesrepublik Deutschland)‏ هو رأس الدولة والمنصب الأول في جمهورية ألمانيا الاتحادية.
ألمانيا دولة ذات نظام حكم برلماني حيث يعتبر المستشار الشخصية السياسية الرائدة في البلاد والقائد الفعلي للدولة. ومع ذلك فإن الرئيس، رغم أنه ليس الرئيس الفعلي، لديه أكثر من مجرد دور بروتوكولي. يتمتع الرؤساء في ألمانيا بتقدير واسع حول كيفية ممارسة واجباتهم الرسمية. يعطي الرئيس التوجيه للمناقشات السياسية والاجتماعية العامة ولديه بعض «السلطات الاحتياطية» المهمة في حالة عدم الاستقرار السياسي (مثل تلك المنصوص عليها في المادة 81 من القانون الأساسي).
بموجب المادة 59 (1) من القانون الأساسي (الدستور الألماني)، يمثل الرئيس جمهورية ألمانيا الاتحادية في مسائل القانون الدولي، ويبرم المعاهدات مع الدول الأجنبية نيابة عنها ويعتمد الدبلوماسيين. وعلاوة على ذلك يجب أن يوقع الرئيس على جميع القوانين الاتحادية قبل أن تصبح سارية المفعول، ولكن عادة لا يستخدم حق النقض ضد قانون ما إلا إذا كان يعتقد بأنه ينتهك الدستور.
يمثل الرئيس - من خلال تصرفاته وظهوره العلني - الدولة نفسها ووجودها وشرعيتها ووحدتها. ينطوي منصب الرئيس على دور تكاملي ووظيفة التحكم في دعم القانون والدستور. إنها مسألة تقاليد سياسية - وليست قيوداً قانونية - بأن لا يعلق الرئيس بشكل روتيني على القضايا في الأخبار، خاصة عندما يكون هناك بعض الجدل بين الأحزاب السياسية. هذه المسافة عن السياسة والقضايا الحكومية اليومية تسمح للرئيس بأن يكون مصدر للتوضيح وللتأثير على النقاش العام والنقد وتقديم الاقتراحات. من أجل ممارسة هذه السلطة فإنه عادة ما يتصرف الرئيس بعيداً وفوق سياسات الأحزاب.
شاغل المنصب الثاني عشر والحالي هو فرانك-فالتر شتاينماير الذي تم انتخابه في 12 شباط/ فبراير 2017، وبدأ فترته في 19 آذار/ مارس 2017.

## الانتخاب
يتم انتخاب الرئيس لمدة خمس سنوات بالاقتراع السري، من خلال المجمع الاتحادي والذي يعكس موقف الأغلبية على وجه الإجمال في البوندستاغ (البرلمان الاتحادي) وفي برلمانات الولايات الألمانية الـ 16. يتكون المجمع الاتحادي من جميع أعضاء البوندستاغ بالإضافة إلى عدد متساوٍ من الناخبين الذين يتم انتخابهم من قبل المجالس التشريعية في الولايات بما يتناسب مع عدد السكان في كل ولاية (في المجموع، يضم المجمع الاتحادي أكثر من 1000 عضو، حيث أن البوندستاغ يضم ما لا يقل عن 598 عضوًا وعادةً ما يكون أكثر من ذلك). ومع ذلك لا يُشترط أن يكون كل أعضاء المجمع الاتحادي أعضاء في هيئة تشريعية؛ يتم اختيار المواطنين البارزين في المجتمع في كثير من الأحيان.
ينص الدستور الألماني على عقد مؤتمر المجمع الاتحادي في موعد أقصاه 30 يومًا قبل انتهاء مدة ولاية الرئيس شاغل المنصب أو بعد 30 يومًا في حال انقضاء مدة ولاية الرئيس قبل أوانها لسبب ما. يعقد المؤتمر برئاسة رئيس البوندستاغ. من عام 1979 إلى عام 2009 عُقدت جميع الجلسات في 23 أيار/ مايو، ذكرى تأسيس جمهورية ألمانيا الاتحادية في عام 1949. ولكن آخر انتخابين أجريا قبل عام 2017 كانا في تواريخ مختلفة حيث استقال الرئيسين هورست كولر وكريستيان فولف قبل نهاية مدة ولايتهما في 2010 و 2012 على التوالي.
في أول جولتين من الانتخابات يسعى المجمع الاتحادي لانتخاب الرئيس بأغلبية مطلقة من أعضائه. إذا لم يحصل أي مرشح على هذا المستوى من التأييد بعد جولتين من التصويت، يتم في الجولة الثالثة والأخيرة انتخاب المرشح الذي حصل على أغلبية الأصوات المدلى بها.
غالباً ما يتم تحديد نتيجة الانتخابات من خلال سياسة الأحزاب. في معظم الحالات يُعتبر مرشح حزب أو ائتلاف الأغلبية في البوندستاغ هو الفائز المحتمل. ومع ذلك ولأن تصويت أعضاء المجمع الاتحادي يكون بالاقتراع السري وبالتالي لهم الحرية في التصويت حتى ضد مرشح حزبهم، بعض الانتخابات الرئاسية أُعتبرت مفتوحة مما أدى إلى هامش ضيق للغاية لاتخاذ قرار بسبب مواقف الأغلبية المتوازنة نسبياً أو لأن أحزاب الائتلاف الحاكم لم توافق على أحد المرشحين وصادقت على أشخاص أخرين، كما فعلوا في عام 1969 عندما فاز غوستاف هاينه مان بفارق 6 أصوات فقط في الاقتراع الثالث، وفي عام 2004 عندما فاز هورست كولر في الاقتراع الأول ولكن بأغلبية 15 صوتًا فقط. في حالات أخرى اتخذت نتائج الانتخابات منحى غير مألوف وكانت النتائج متاقاربة بشكل غير متوقع: ففي عام 2010 كان للأحزاب التي أيدت كريستيان فولف (حزب الاتحاد الديمقراطي المسيحي وحزب الاتحاد الاجتماعي المسيحي والحزب الديمقراطي الحر) أغلبية مطلقة ثابتة في المجع الاتحادي وكان من المتوقع أن يفوز في الاقتراع الأول؛ ومع ذلك فشل في الفوز بأغلبية الأصوات في الاقتراعين الأول والثاني، في حين أن خصمه الرئيسي يواخيم غاوك كان له أداء قوي بشكل غير متوقع. في النهاية حصل فولف على الأغلبية في الاقتراع الثالث. إذا كانت نتائج المعارضة قوية في انتخابات الولايات، فمن المحتمل أن تحصل على دعم كافٍ لهزيمة مرشح حزب المستشار؛ حدث هذا في انتخابات عام 1979 وعام 2004. ولهذا السبب يمكن أن تشير الانتخابات الرئاسية إلى نتيجة الانتخابات العامة المقبلة. وفقًا لمثل قديم في السياسة الألمانية «إذا كان بإمكانك صنع رئيس، فبإمكانك تشكيل حكومة».[بحاجة لمصدر]

### الانتخابات الرئاسية السابقة
| الانتخابات                    | التاريخ        | مكان الانعقاد | الجولات | الفائز (الأحزاب المؤيدة) | الأصوات (النسبة المئوية) | المركز الثاني (الأحزاب المؤيدة)                                                                | الأصوات (النسبة المئوية)  |
| ----------------------------- | -------------- | ------------- | ------- | --- | ------------------------ | ---------------------------------------------------------------------------------------------- | ------------------------- |
| الجمعية الاتحادية الأولى      | 12 أيلول 1949  | بون           | 2       | تيودور هويس (الحزب الديمقراطي الحر، الاتحاد الديمقراطي المسيحي، الاتحاد الاجتماعي المسيحي)                                                                                                 | 416 (51.7%)              | كورت شوماخر (الحزب الديمقراطي الاجتماعي )                                                      | 312 (38.8%)               |
| الجمعية الاتحادية الثانية     | 17 تموز 1954   | برلين الغربية | 1       | تيودور هويس (الحزب الديمقراطي الحر، الاتحاد الديمقراطي المسيحي، الاتحاد الاجتماعي المسيحي، الحزب الديمقراطي الاجتماعي )                                                                    | 871 (85.6%)              | ألفرد ويبر (الحزب الشيوعي الألماني)                                                            | 12 (1.2%)                 |
| الجمعية الاتحادية الثالثة     | 1 تموز 1959    | برلين الغربية | 2       | هاينريش لوبكه (الاتحاد الديمقراطي المسيحي، الاتحاد الاجتماعي المسيحي) | 526 (50.7%)              | كارلو شميد (الحزب الديمقراطي الاجتماعي )                                                       | 386 (37.2%)               |
| الجمعية الاتحادية الرابعة     | 1 تموز 1964    | برلين الغربية | 1       | هاينريش لوبكه (الاتحاد الديمقراطي المسيحي، الاتحاد الاجتماعي المسيحي، الحزب الديمقراطي الاجتماعي )                                                                                         | 710 (68.1%)              | إيفال بوشر (الحزب الديمقراطي الحر)                                                             | 123 (11.8%)               |
| الجمعية الاتحادية الخامسة     | 5 آذار 1969    | برلين الغربية | 3       | غوستاف هاينيمان (الحزب الديمقراطي الاجتماعي ، الحزب الديمقراطي الحر) | 512 (49.4%)              | غيرهارد شرودر (الاتحاد الديمقراطي المسيحي، الاتحاد الاجتماعي المسيحي، الحزب القومي الديمقراطي) | 506 (48.8%)               |
| الجمعية الاتحادية السادسة     | 15 أيار 1974   | بون           | 1       | فالتر شيل (الحزب الديمقراطي الحر، الحزب الديمقراطي الاجتماعي ) | 530 (51.2%)              | ريتشارد فون فايتسكر (الاتحاد الديمقراطي المسيحي، الاتحاد الاجتماعي المسيحي)                    | 498 (48.1%)               |
| الجمعية الاتحادية السابعة     | 23 أيار 1979   | بون           | 1       | كارل كارستنز (الاتحاد الديمقراطي المسيحي، الاتحاد الاجتماعي المسيحي) | 528 (51%)                | آنماري رينجر (الحزب الديمقراطي الاجتماعي )                                                     | 431 (41.6%)               |
| الجمعية الاتحادية الثامنة     | 23 أيار 1984   | بون           | 1       | ريتشارد فون فايتسكر (الاتحاد الديمقراطي المسيحي، الاتحاد الاجتماعي المسيحي، الحزب الديمقراطي الحر، الحزب الديمقراطي الاجتماعي )                                                            | 832 (80%)                | لويزه رينزر (الخضر)                                                                            | 68 (6.5%)                 |
| الجمعية الاتحادية التاسعة     | 23 أيار 1989   | بون           | 1       | ريتشارد فون فايتسكر (الاتحاد الديمقراطي المسيحي، الاتحاد الاجتماعي المسيحي، الحزب الديمقراطي الحر، الحزب الديمقراطي الاجتماعي )                                                            | 881 (84.9%)              | لا أحد                                                                                         | 108 (10.4%) لا يوجد أصوات |
| الجمعية الاتحادية العاشرة     | 23 أيار 1994   | برلين         | 3       | رومان هيرتسوغ (الاتحاد الديمقراطي المسيحي، الاتحاد الاجتماعي المسيحي) | 696 (52.6%)              | يوهانس راو (الحزب الديمقراطي الاجتماعي )                                                       | 605 (45.7%)               |
| الجمعية الاتحادية الحادية عشر | 23 أيار 1999   | برلين         | 2       | يوهانس راو (الحزب الديمقراطي الاجتماعي ، الخضر) | 690 (51.6%)              | داغمار شيبانسكي (الاتحاد الديمقراطي المسيحي، الاتحاد الاجتماعي المسيحي)                        | 572 (42.8%)               |
| الجمعية الاتحادية الثانية عشر | 23 أيار 2004   | برلين         | 1       | هورست كولر (الاتحاد الديمقراطي المسيحي، الاتحاد الاجتماعي المسيحي، الحزب الديمقراطي الحر)                                                                                                  | 604 (50.1%)              | Gesine Schwan (الحزب الديمقراطي الاجتماعي ، الخضر)                                             | 589 (48.9%)               |
| الجمعية الاتحادية الثالثة عشر | 23 أيار 2009   | برلين         | 1       | هورست كولر (الاتحاد الديمقراطي المسيحي، الاتحاد الاجتماعي المسيحي، الحزب الديمقراطي الحر، الناخبين الأحرار)                                                                                | 613 (50.1%)              | Gesine Schwan (الحزب الديمقراطي الاجتماعي ، الخضر)                                             | 503 (41.1%)               |
| الجمعية الاتحادية الرابعة عشر | 30 حزيران 2010 | برلين         | 3       | كريستيان فولف (الاتحاد الديمقراطي المسيحي، الاتحاد الاجتماعي المسيحي، الحزب الديمقراطي الحر)                                                                                               | 625 (50.2%)              | يواخيم غاوك (الحزب الديمقراطي الاجتماعي ، الخضر)                                               | 494 (39.7%)               |
| الجمعية الاتحادية الخامسة عشر | 18 آذار 2012   | برلين         | 1       | يواخيم غاوك (الاتحاد الديمقراطي المسيحي، الاتحاد الاجتماعي المسيحي، الحزب الديمقراطي الحر، الحزب الديمقراطي الاجتماعي ، الخضر، الناخبين الأحرار، رابطة الناخبين في ولاية شليسفيغ الجنوبية) | 991 (79.9%)              | بيأته كلارسفيلد (اليسار)                                                                       | 126 (10.2%)               |
| الجمعية الاتحادية السادسة عشر | 12 شباط 2017   | برلين         | 1       | فرانك-فالتر شتاينماير (الحزب الديمقراطي الاجتماعي ، الاتحاد الديمقراطي المسيحي، الاتحاد الاجتماعي المسيحي، الخضر، الحزب الديمقراطي الحر، رابطة الناخبين في ولاية شليسفيغ الجنوبية)         | 931 (74.3%)              | كريستوف بوترفيغه (اليسار)                                                                      | 128 (10.2%)               |
| الجمعية الاتحادية السابع عشر  | 13 فبراير 2022 | برلين         | 1       | فرانك-فالتر شتاينماير (الحزب الديمقراطي الاجتماعي ، Greens، الحزب الديمقراطي الحر، الاتحاد الديمقراطي المسيحي، الاتحاد الاجتماعي المسيحي، SSW)                                             | 1045 (72.7%)             | ماكس أوت ‏ (AfD)                                                                                | 140 (9.74%)               |

1. ↑  الأحزاب الحاكمة بالخط العريض
2. ↑  الأحزاب الحاكمة بالخط العريض

### المؤهلات
منصب الرئيس متاح لجميع المواطنين الألمان الذين يحق لهم التصويت في انتخابات البوندستاغ، على ان يكونوا قد بلغوا سن الأربعين، لكن لا يجوز لأحد أن يخدم أكثر من فترتين متتاليتين مدة كل منهما خمس سنوات. وحتى الآن (2017)، تم انتخاب أربعة رؤساء فقط لفترة ثانية (هويس ولوبكه وفايتسكير وكولر) فقط اثنان منهم (هويس وفايتسكير) أتما الفترتين كاملتين، في حين استقال (لوبكه وكولر). يجب ألا يكون الرئيس عضوًا في الحكومة الاتحادية أو في هيئة تشريعية على المستوى الاتحادي أو مستوى الولايات.

### القسم
عند توليه منصبه يجب على الرئيس أن يؤدي اليمين المنصوص عليها في المادة 56 من القانون الأساسي، في جلسة مشتركة للبوندستاغ والبوندسرات (وهو الحدث الوحيد الذي يتطلب دستورياً مثل هذه الجلسة المشتركة). يسمح له بحذف الإشارات الدينية إذا رغب في ذلك.
أقسم بأنني سأكرس جهودي لرفاه الشعب الألماني، وتعزيز رفاهيته، ودرء الضرر عنه، وأن أحافظ على القانون الأساسي وقوانين الاتحاد وأدافع عنها، وأن أقوم بواجباتي بإخلاص، وأن أتوخى العدالة أمام كل مواطن. وليساعدني الله على ذلك
ونظراً لأن القانون الدستوري الألماني لا يعتبر أداء القسم منصباً شرطاً موجباً لتولي المنصب، فإن الرئيس لا يضطر إلى أداء اليمين لحظة توليه منصبه لكي يتمكن من ممارسة صلاحيات المنصب. عادة ما يتم حلفان اليمين خلال الأسابيع الأولى من ولاية الرئيس في تاريخ مناسب لعقد جلسة مشتركة بين البوندستاغ والبوندسرات. ومع ذلك فإن الرئيس الذي يرفض أداء اليمين يمكن أن يواجه العزل. إذا تمت إعادة انتخاب رئيس لولاية ثانية، فإنه لن يؤدي اليمين مرة أخرى.

## الواجبات والوظائف
يشارك الرئيس في تشكيل الحكومة الاتحادية ويبقى في تعاون وثيق معها. في الأساس، الرئيس حر التصرف بمفرده. ومع ذلك ووفقا للمادة 58 من الدستور الألماني، فإن المراسيم والتوجيهات الصادرة من الرئيس تتطلب توقيع المستشار أو الوزير الاتحادي المختص. تضمن هذه القاعدة تماسك الإجراءات الحكومية. لا توجد حاجة إلى مصادقة توقيع الرئيس فيما يتعلق بتعيين وعزل المستشار، وحل البرلمان (البوندستاغ) وفقاً للمادة 63، ودعوة المستشار والوزراء للبقاء في مناصبهم إلى حين إجراء انتخابات جديدة.
لذلك يجتمع الرئيس مع المستشار باستمرار لإجراء محادثات حول قضايا السياسة الحالية. كما يُجري محادثات مع الوزراء الاتحاديين وكبار المسؤولين الآخرين حسب تقديره الخاص. يمثل «مدير مكتب الرئيس» الرئيس في اجتماعات مجلس الوزراء الاتحادي ويقدم تقارير إلى الرئيس.
تشمل أبرز صلاحيات الرئيس وواجباته:
- اقتراح المستشار على البوندستاغ.
- تعيين وعزل المستشار ووزراء حكومته.
- حل البوندستاغ في ظل ظروف معينة.
- الإعلان عن حالة الطوارئ التشريعية في ظل ظروف معينة.
- عقد البوندستاغ.
- توقيع وإصدار القوانين أو نقضها تحت ظروف معينة.
- تعيين وعزل القضاة الاتحاديين، وموظفي الخدمة المدنية الاتحاديين، وكبار القادة والضباط في القوات المسلحة.
- ممارسة سلطة العفو عن الجناة الأفراد نيابة عن وباسم جمهورية ألمانيا الاتحادية.
- منح مرتبة الشرف نيابة عن وباسم جمهورية ألمانيا الاتحادية.
- تمثيل ألمانيا في الداخل والخارج.

### تعيين الحكومة الاتحادية
بعد تشكيل كل برلمان جديد مُنتخب والذي يُنهي تلقائياً فترة ولاية المستشار، وفي كل حالة أخرى يكون فيها منصب المستشار شاغراً (بسبب الموت أو الاستقالة)، يقوم الرئيس باقتراح شخصًا كمستشار، على أن يتم انتخابه لاحقاً بأغلبية جميع أعضاء البوندستاغ المنعقد (ما يسمى بأغلبية المستشار) في الاقتراع الأول، ثم يقوم الرئيس بتعيين المستشار المُنتخب في المنصب. ومع ذلك فإن للبوندستاغ الحرية في تجاهل اقتراح الرئيس (الذي لم يحدث أبدًا حتى عام 2017)، وفي هذه الحالة يجب على البرلمان في غضون 14 يومًا أن ينتخب شخصًا آخر، والذي يمكن للأحزاب في البوندستاغ أن تقترحه للمنصب. مع نفس ما يسمى بأغلبية المستشار، وهنا يكون الرئيس مُجبراً على تعيته كمستشار. إذا لم يتمكن البوندستاغ من القيام بذلك، فيجب على البوندستاغ في اليوم الخامس عشر بعد الاقتراع الأول إجراء اقتراع آخر: إذا تم انتخاب شخص بأغلبية المستشار، فإن الرئيس ملزم بتعيينه في المنصب. إذا لم يكن الأمر كذلك فيمكن للرئيس إما تعيين كمستشار لمن حصل على أكبر عدد من الأصوات في الاقتراع الأخير أو حل البوندستاغ. يستطيع الرئيس عزل المستشار، ولكن فقط إذا وافق البوندستاغ على تصويت حجب الثقة، وانتخب في نفس الوقت مستشارًا جديدًا بنظام أغلبية المستشار. إذا حدث هذا، يجب على الرئيس عزل المستشار وتعيين الخلف الذي تم اختياره من قبل البوندستاغ.
يعين الرئيس ويقيل بقية أعضاء الحكومة الاتحادية بناء على اقتراح من المستشار. هذا يعني أنه يمكن للرئيس تعيين المرشحين الذين يقدمهم المستشار فقط. الرئيس ليس له دور إضافي في إنشاء الحكومة.
وعمليًا لا يقترح الرئيس لمنصب المستشار إلا شخصًا حصل بالفعل على دعم الأغلبية في محادثات الائتلاف، ولا يتدخل تقليديًا في تلك المحادثات. لكن بعد فشل محادثات «ائتلاف جامايك» في أواخر عام 2017، دعا الرئيس شتاينماير العديد من قادة الأحزاب في البوندستاغ للمحاولة معًا لتشكيل حكومة عاملة.

### تعيينات أخرى
يعين الرئيس القضاة الاتحاديين وموظفي الخدمة المدنية الاتحاديين وضباط الجيش.

### حل البوندستاغ
في حالة انتخاب البوندستاغ في اليوم الخامس عشر من عملية الانتخابات لشخص لمنصب المستشار من خلال عدد من الأصوات بدلاً من الأغلبية، يمكن للرئيس حسب تقديره، إما تعيين ذلك الشخص كمستشار أو حل البوندستاغ، مما يؤدي إلى إقامة انتخابات جديدة. في حالة فشل تصويت حجب الثقة في البوندستاغ، واقتراح المستشارة شاغل المنصب بحل البرلمان، يجوز للرئيس حسب تقديره، حل المجلس في غضون 21 يومًا. حتى عام 2010 تم تطبيق هذا الإجراء فقط ثلاث مرات في تاريخ الجمهورية الاتحادية. في كل الحالات الثلاثة، كان حل البرلمان موضع شك فيما إذا كان مواتفقاً مع أهداف الدستور. في كل مرة كان المستشار شاغل المنصب يدعو إلى تصويت بحجب الثقة مع النية المعلنة بالهزيمة، حتى يكون قادراً على الدعوة لإجراء انتخابات جديدة قبل نهاية فترة ولاية البرلمان العادية، لأن الدستور لا يمنح البوندستاغ الحق في حل نفسه. كان آخر حدث من هذا النوع في 1 تموز 2005، عندما طلب المستشار غيرهارد شرودر التصويت على حجب الثقة الثقة.

### إصدار القوانين
لكي تصبح سارية المفعول يجب أن يتم توقيع جميع القوانين الاتحادية من قبل الرئيس بعد أن تكون قد وُقّعت من قبل المسؤول المختص. عند التوقيع يتعين على الرئيس التحقق مما إذا كان القانون قد صدر وفقا للأمر المنصوص عليه في الدستور و / أو إذا كان محتوى القانون دستوريًا. إذا لم يكن الأمر كذلك فلديه الحق في رفض التوقيع على القانون، وبالتالي استخدام حق النقض. كما يرى بعض الباحثين أنه من الممكن أن يتمتع الرئيس بحق النقض الكامل في أي مشروع قانون، إلا أن الرؤساء السابقون لم يتصرفوا بسلطاتهم على هذا النحو. حتى الآن (2017) لم يحدث هذا إلا ثماني مرات ولم يستخدم أي رئيس حق النقض أكثر من مرتين خلال فترة ولايته:
- في عام 1951 نقض تيودور هويس مشروع قانون بشأن ضرائب الدخل وضرائب الشركات بسبب افتقاره إلى موافقة البوندسرات (في ألمانيا بعض مشاريع القوانين على المستوى الاتحادي تحتاج إلى موافقة البوندسرات والبعض الآخر لا، الأمر الذي يمكن أن يكون مثيراً للجدل في بعض الأحيان).
- في عام 1961 رفض هاينريش لوبكه التوقيع على مشروع قانون يتعلق بتجارة القوى العاملة والأعمال لأنها غير دستورية في نظره بسبب انتهاك حرية اختيار الوظيفة.
- في عام 1969 رفض غوستاف هاينيمان «قانون المهندسين» لأنه كان يعتقد أن هذا المجال التشريعي يخضع لسلطة الولايات.
- في عام 1970 رفض غوستاف هاينيمان التوقيع على «قانون المهندسين المعماريين» لنفس السبب.
- في عام 1976 نقض فالتر شيل مشروع قانون حول إجراءات التبسيط المتعلقة بالاستنكاف الضميري من التجنيد لأنه افتقر - في رأيه - إلى موافقة البوندسرات.
- في عام 1991 رفض ريتشارد فون فايتسكر التوقيع على تعديل على «قانون الحركة الجوية» يسمح بخصخصة إدارة الحركة الجوية، والذي في نظره غير دستوري. وقع مشروع القانون في وقت لاحق بعد تغيير «القانون الأساسي» في هذا الجانب.
- في عام 2006 اعتراض هورست كولر على مشروع قانون بشأن التحكم في الطيران، لأنه في نظره غير دستوري.
- في وقت لاحق من العام نفسه اعتراض هورست كولر على «قانون معلومات المستهلك» لنفس السبب.

كارل كارستنز ورومان هيرتسوغ ويوهانس راو وكريستيان فولف ويواخيم غاوك وفرانك-فالتر شتاينماير (حتى الآن) قاموا بتوقيع وإجازة جميع القوانين خلال مدة شغل منهم للمنصب.

### العلاقات الخارجية
يمثل الرئيس ألمانيا في العالم (المادة 59 من القانون الأساسي)، ويقوم بزيارات أجنبية ويستقبل شخصيات أجنبية. كما أنه يبرم معاهدات مع دول أجنبية (لا تدخل حيز التنفيذ حتى يتم تأكيدها من قبل البوندستاغ)، ويعتمد الدبلوماسيين الألمان ويتلقى خطابات اعتماد الدبلوماسيين الأجانب.

### العفو والتشريف
وفقاً للمادة 60 (2) من الدستور الألماني يتمتع الرئيس بصلاحية العفو. ويعني هذا أن الرئيس «يتمتع بسلطة إبطال أو تخفيف الأحكام الجزائية أو التأديبية في القضايا الفردية. غير أن الرئيس الاتحادي لا يمكنه إصدار عفو أو تخفيف العقوبات على فئة كاملة من الجرائم. وهذا يتطلب سن قانون من قبل البوندستاغ بالتعاون مع البوندسرات. ونظراً للهيكل الاتحادي لألمانيا، فإن الرئيس الاتحادي مسؤول فقط عن التعامل مع بعض المسائل الجنائية (مثل التجسس والإرهاب) والإجراءات التأديبية ضد موظفي الخدمة المدنية الاتحاديين والقضاة الاتحاديين والجنود».
من المتعارف عليه بأن يصبح الرئيس الاتحادي الأب الروحي الفخري للطفل السابع في عائلة إذا رغب الوالدان في ذلك. كما يرسل رسائل تهنئة إلى المعمرين والمتزوجين منذ وقت طويل.

### حالة الطوارئ التشريعية
تسمح المادة 81 بسن قانون دون موافقة البوندستاغ: في حال رفض البوندستاغ تمرير تصويت بحجب الثقة، ولكن لا مستشار جديد تم انتخابه ولا البوندستاغ تم حله، يمكن للمستشار في هذا الحال أن يعلن مشروع قانون ليكون «عاجلا». إذا رفض البوندستاغ الموافقة على مسودة القانون فيمكن لمجلس الوزراء أن يطلب من الرئيس الاتحادي الإعلان عن «حالة الطوارئ التشريعية» (Gesetzgebungsnotstand) فيما يتعلق بمقترح القانون المحدد.
بعد إعلان الرئيس، لدى البوندستاغ أربعة أسابيع لمناقشة مشروع القانون. إذا لم يوافق عليه يمكن لمجلس الوزراء أن يطلب موافقة المجلس الاتحادي الموافقة على القانون. بعد الحصول على موافقة المجلس الاتحادي يصبح مشروع القانون نتفذاً.
هناك بعض القيود على «حالة الطوارئ التشريعية». بعد إعلان الرئيس لحالة الطوارئ لأول مرة، فإن الحكومة لديها ستة أشهر فقط لاستخدام الإجراء لمقترحات القانون الأخرى. في ضوء الشروط التي ينص عليها الدستور من غير المحتمل أن تتمكن الحكومة من تطبيق أكثر من مشروع قانون آخر بهذه الطريقة.
أيضا يجب الإعلان عن حالة الطوارئ من جديد لكل اقتراح. وهذا يعني أن الأشهر الستة ليست فترة تستبدل فيها الحكومة مع الرئيس والمجلس الاتحادي البوندستاغ ببساطة كمشرع قانوني. يظل البوندستاغ (Bundestag) مؤهلاً تماماً لتمرير القوانين خلال هذه الأشهر الستة. تنتهي حالة الطوارئ أيضًا إذا انتهى منصب المستشار. خلال نفس الفترة وبعد الأشهر الستة لا يمكن للمستشار استخدام إجراء المادة 81 مرة أخرى.
لم يتم الإعلان مطلقاً عن «حالة الطوارئ التشريعية». في حالة وجود خلاف خطير بين المستشار والبوندستاغ، يستقيل المستشار أو تُقام انتخابات تشريعية جديدة. الهدف من المادة 81 هو مساعدة الحكومة لفترة قصيرة، ولكن ليس لاستخدامها في أزمة لفترة أطول. وفقا للمعلق الدستوري بريدي، توفر المادة 81 للسلطة التنفيذية (الحكومة) السلطة «لإقرار المراسيم في حالة الطوارئ» (exekutives Notverordnungsrecht)، ولكن لأسباب تاريخية، تجنب الدستور هذا التعبير.

## السياسة والتأثير

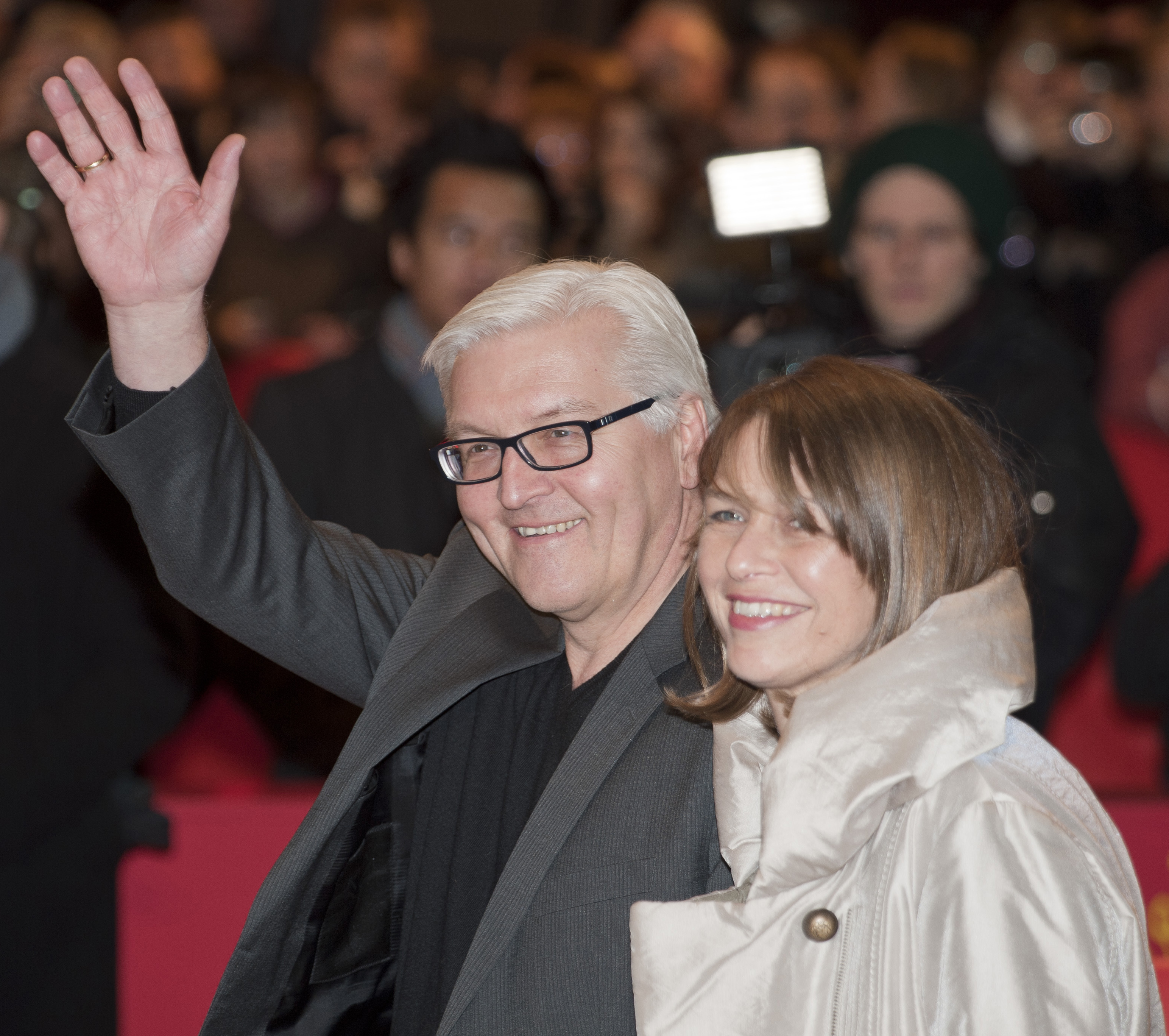
الرئيس الحالي فرانك-فالتر شتاينماير مع زوجته إلكه بودنبندر

على الرغم من أن المرشحين عادة ما يتم اختيارهم من قبل حزب أو عدة أحزب سياسية، إلا أنه من المتوقع تقليدياً من الرئيس أن يمتنع عن كونه عضوا نشطاً في أي حزب بعد توليه منصبه. كل رئيس حتى الآن سمح لعضوية حزبه بأن تكون في حالة سبات أثناء فترة ولايته. غير أن الرؤساء تحدثوا علانية عن آرائهم الشخصية بشأن الأمور السياسية. إن حقيقة بقاء الرئيس فوق أو بعيد عن السياسة تعني عادةً أنه عندما يتحدث الرئيس عن قضية ما، فإنه يعتبر أمر ذو أهمية كبيرة. في بعض الحالات، سيطر خطاب رئاسي على النقاش السياسي الألماني لمدة عام أو أكثر.

## السلطات الاحتياطية
ووفقاً للمادة 81 من الدستور الألماني يمكن للرئيس أن يعلن «حالة الطوارئ التشريعية» ويسمح للحكومة الاتحادية والبوندسرات بسن القوانين دون موافقة البوندستاغ. لديه أيضا سلطة حاسمة هامة بشأن تعيين مستشار تم انتخابه بأغلبية نسبية فقط، أو حل البوندستاغ في ظل ظروف معينة.
ومن الممكن نظريًا أيضًا -وإن كانت خطوة جذرية لم تحدث منذ عام 1949- أن يرفض الرئيس التوقيع على تشريع لمجرد أنه لا يتفق مع محتواه وبالتالي يعترض عليه، أو أن يرفض الموافقة على تعيين الحكومة. وفي جميع الحالات التي لم يوقع فيها الرئيس الاتحادي على مشروع قانون، ادعى جميع الرؤساء أن مشروع القانون المذكور غير دستوري بشكل واضح. على سبيل المثال في خريف عام 2006 فعل الرئيس هورست كولر ذلك مرتين في غضون ثلاثة أشهر. أيضا وفي بعض الحالات وقع الرئيس على قانون يطالب فيه بأن تحيل الأحزاب السياسية القضية إلى المحكمة الدستورية الاتحادية من أجل اختبار دستورية القانون.

## نائب الرئيس الاتحادي
لم ينشئ القانون الأساسي منصب نائب الرئيس، ولكنه عين رئيس البوندسرات -(حسب العرف الدستوري رئيس حكومة إحدى الولايات الألمانية الستة عشر، يُنتخب من قبل البوندسرات في ترتيب سنوي بالتناوب)- كنائب لرئيس ألمانيا (القانون الأساسي المادة 57). إذا كان منصب الرئيس شاغرا، فإن رئيس الوبندسرات يتولى مؤقتاً صلاحيات الرئيس ويعمل كرئيس للدولة حتى يتم انتخاب خليفة، ولكنه لا يبقى في منصب رئيس البوندسرات في هذا الحال (حيث أنه غير دستوري، أن يتولى عضو في الهيئة التشريعية أو الحكومة على المستوى الاتحادي أو مستوى الولايات منصب الرئيس في نفس الوقت مع منصب آخر). لذلك أثناء شغله لمنصب الرئيس لا يستمر في ممارسة دوره كرئيس للبوندسرات. إذا كان الرئيس غير قادر بشكل مؤقت عن أداء واجباته (حيث يحدث هذا كثيرًا، على سبيل المثال إذا كان الرئيس في الخارج في زيارة رسمية)، يمكنه حسب تقديره الخاص تفويض سلطاته أو أجزاء منه إلى رئيس البوندسرات.
في حالة وفاة الرئيس أو استقالته أو عزله من منصبه يتم انتخاب خليفة له خلال ثلاثين يومًا. أصبح هورست كولر عند استقالته في 31 أيار 2010 أول رئيس يحفز عملية إعادة الانتخابات هذه. تولى ينس بورنزن رئيس مجلس الشيوخ ورئيس بلدية مدينة بريمن وفي ذلك الوقت رئيس البوندسرات سلطات وواجبات رئيس الدولة. وبالمثل عندما استقال كريستيان فولف في عام 2012، كان هورست زيهوفر -رئيس وزراء ولاية بافاريا ورئيس البوندسرات في ذلك الوقت- هو الذي تولى سلطات وواجبات رئيس الدولة. من جهة أخرى عندما أعلن هاينريش لوبكه استقالته في عام 1968، بدأ سريان مفعول الاستقالة في السنة التالية فقط قبل ثلاثة أشهر بالتحديد من نهاية فترة ولايته وبعد الانتخاب السريع لخلفه.
في الفترة من 7 أيلول / سبتمبر 1949 وحتى انتخاب الرئيس الاتحادي الأول تيودور هويس في 12 أيلول / سبتمبر 1949 قام رئيس الوندسرات المنتخب حديثاً كارل أرنولد في البداية بدور رئيس الدولة بالوكالة. وبالتالي فقد كان المنصب شاغراً.
لم يستخدم أي من رؤساء البوندسرات الثلاثة الذين شغلوا منصب رئيس الدولة الوكالة أي من الصلاحيات الحساسة للرئيس، على سبيل المثال استخدام حق النقض ضد قانون أو حل البوندستاغ، على الرغم من أنه كان يحق لهم القيام بذلك بموجب نفس الوضع كرؤساء للدولة.

## الإقالة
أثناء وجوده في منصبه، يتمتع الرئيس بالحصانة من المقاضاة ولا يمكن أن يُصوت لعزله أو يتم استدعاؤه أمام البرلمان أو غيره. الآلية الوحيدة لإقالة الرئيس هي إتهام من البوندستاغ أو البوندسرات بالمخالفة المتعمدة للقانون الألماني. بمجرد أن يقيم البرلمان دعوة ضد الرئيس، فإن المحكمة الدستورية الاتحادية مكلفة بتحديد ما إذا كان الرئيس مذنب بارتكاب المخالفة. إذا تم تأييد قرار الاتهام، فإن المحكمة لديها السلطة في إقالة الرئيس من منصبه.

## الإقامة الرسمية والشعار الوطني

قصر بِلفيو، برلين (المقر الرئيسي)

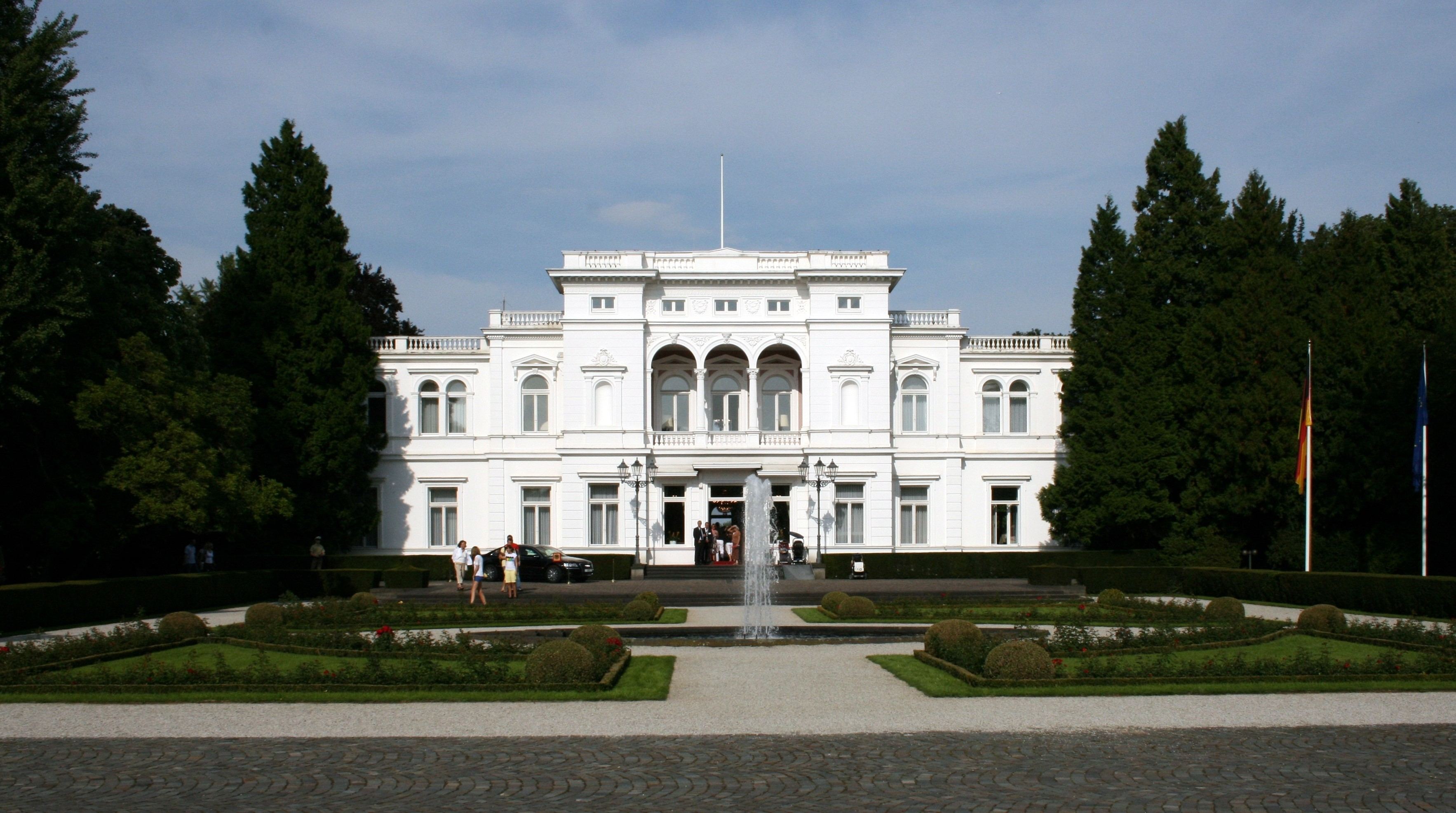
فيلا هامرشميدت، بون (المقر الثانوي)

### الإقامة والمكتب
المقر الرسمي للرئيس هو قصر بِلفيو في برلين. والمقر الرسمي الثاني هو فيلا هامرشميدت في بون، العاصمة السابقة لألمانيا الغربية.
بعد تأسيس جمهورية ألمانيا الاتحادية لم يكن هناك في البداية سوى مقر الإقامة الرسمي في بون؛ في عام 1956 أُعلن قصر بِلفيو المقر الرسمي الثاني. قبل انتقال الرئيس الاتحادي الأول تيودور هويس في أواخر عام 1950 إلى فيلا هامرشميدت، 1949/50 كانت سفارة الاتحاد السوفيتي السابقة في الفترة بين 1949 و 1950 هي مقر الإقامة الرسمي للرئيس.
يقع مكتب الرئيس الاتحادي (Bundespräsidialamt)، الذي أُفتتح في عام 1998 - المعروف أيضا باسم „Präsidentenei“ بسبب شكله البيضاوي - في المنطقة المجاورة مباشرة لقصر بِلفيو.
إدارة مكتب الرئيس (Bundespräsidialamt) هي سلطة اتحادية عليا. تنظم عمل الرئيس وتدعمه في أداء واجباته كرئيس للدولة وتنسق علاقات العمل مع كيانات أخرى من الإدارة والحكومة الألمانية. مسؤولها الأعلى والذي يعلو على جميع أمناء الدولة الآخرين في ألمانيا، هو رئيس مكتب الرئيس (Chef des Bundespräsidialamts). يقوم المكتب وموظفوه بتقديم المشورة للرئيس وإطلاعه على جميع التطورات في الشؤون الداخلية والخارجية ويقوم بتنفيذ تعليمات الرئيس أو توجيهها إلى الوزارات أو السلطات المعنية.

### وسائل التنقل
لدى الرئيس الاتحادي وسائل سفر متنوعة لأداء واجباته. السيارة الرسمية للرئيس الاتحادي هي سيارة سيدان مصفحة من الطبقة العليا مُصنعة من قبل إحدى الشركات الألمانية. تحمل سيارة الرئيس لوحة تسجيل رسمية خاصة "1-0". في الاستخدام الرسمي يتم تعيين راية الرئاسة على المصد الأيمن للسيارة. يتم التحكم في السيارة دائمًا من قبل مسئول من مكتب الشرطة الجنائية الاتحادية (الحماية الشخصية الخاصة) مع تدريب خاص على قيادة المركبات الثقيلة والمدرّعة في الظروف الخاصة.
يستخدم الرئيس أيضاً طائرة هليكوبتر خاصة تديرها الشرطة الاتحادية وطائرات كبار الشخصيات (بومباردييه غلوبال أكسبريس أو إيرباص إيه 319 أو إيرباص إيه 310 أو A340) التي تديرها وزارة الدفاع الألمانية. عندما يكون الرئيس على متن الطائرة يكون رمز الطائرة هو "German Airforce 001".

### راية الرئاسة

معيار رئيس ألمانيا المستخدم من 1921 إلى 1933 ومنذ عام 1950

أعتمدت راية الرئاسة في 11 نيسان 1921 واستخدمت في هذا التصميم حتى عام 1933. وهناك نسخة معدلة بشكل طفيف كانت موجودة أيضًا من عام 1926، والتي كانت تستخدم بالإضافة إلى نسخة 1921. في عام 1933 تم استبدال هذه الإصدارات بنسخة معدلة أخرى، والتي كانت تستخدم حتى عام 1935.
تم تبني راية رئاسة جمهورية فايمار من عام 1921 كمعيار رئاسي بقرار من الرئيس تيودور هويس في 20 كانون الثاني 1950 عندما تبنى رسمياً رموز الدولة الأخرى في عصر فايمار بما في ذلك شعار النبالة. العُقاب (Reichsadler، الآن يسمى Bundesadler) في التصميم الذي كان يستخدم في شعار النبالة والمعيار الرئاسي في جمهورية فايمار واليوم تم تقديمه في الأصل بقرار من الرئيس فريدريش إيبرت في 11 تشرين الثاني 1919.

## تاريخ المنصب

### جمهورية فايمار
تم إنشاء منصب رئيس ألمانيا لأول مرة من قبل دستور فايمر، الذي تم صياغته في أعقاب الحرب العالمية الأولى وتنازل الإمبراطور فيلهلم الثاني عن العرش في عام 1918. في ألمانيا كان رئيس الدولة الجديد يسمى Reichspräsident.
شغل فريدريش إيبرت (الحزب الديمقراطي الاجتماعي ) منصب أول رئيس لألمانيا، خلفه باول فون هيندنبورغ. انتهى المنصب فعليًا بعد وفاة هيندنبورغ في عام 1934 واندمجت سلطاته مع سلطات المستشار. أتى أدولف هتلر ليحكم ألمانيا باسم «الفوهرر ومستشار الرايخ»، وجمع بين مناصبه السابقة في الحزب والحكومة. إلا أن المنصب تم إلغاؤه بعد استسلام الأدميرال كارل دونيتز الذي عيّنه هتلر خلفاً له كرئيس لألمانيا.أعيد إحياء المنصب بعد نهاية الحرب العالمية الثانية وتسليم السطلة للألمان مجدداً من قبل الحلفاء.
أنشأ دستور فايمار نظامًا شبه رئاسي تم فيه تقسيم السلطة بين الرئيس والحكومة والبرلمان. كان الرئيس يتمتع بسلطة أكبر بكثير من الرئيس الحالي وكان له دور سياسي نشط وليس فقط دورًا شرفي. كما زاد تأثير الرئيس بشكل كبير نتيجة لعدم الاستقرار في فترة فايمار. كان للرئيس سلطة تعيين المستشار وإمكانية عزل الحكومة بأكملها في أي وقت. ومع ذلك كان من الضروري أيضا أن تتمتع الحكومة بثقة الرايخستاج (البرلمان) لأنه يمكن حلها عن طريق التصويت بحجب الثقة. وكان على جميع مشاريع القوانين أن تُوقع من الرئيس لتُصبح نافذة، وعلى الرغم من عدم امتلاكه لحق النقض المطلق على التشريع إلا أنه بإمكانه أن يصر على تقديم قانون لموافقة الناخبين في استفتاء. كما كان للرئيس سلطة حل الرايخستاج وتسيير الشؤون الخارجية وقيادة القوات المسلحة. كما تنص المادة 48 من الدستور على منح الرئيس سلطات واسعة في حالة حدوث أزمة. إذا كان هناك تهديد لـ «النظام العام والأمن»، فيمكنه التشريع بمرسوم وتعليق الحقوق المدنية.
ينص دستور فايمار على أن يتم انتخاب الرئيس مباشرة وأن يخدم فترة سبع سنوات. تضمنت الانتخابات شكلا من نظام بجولتين. ومع ذلك تم انتخاب أول رئيس من قبل الجمعية الوطنية، وفي وقت لاحق تم إجراء انتخابين رئاسيين فقط. كانا انتخاب باول فون هيندنبورغ في عام 1925 وإعادة انتخابه في عام 1932.

## رؤساء سابقون على قيد الحياة
في ألمانيا يشار إلى الرؤساء السابقين عادة باسم Altbundespräsidenten (الرئيس الفخري). هناك ثلاثة رؤساء ألمان سابقين على قيد الحياة:
- هورست كولر (السن 82)
منذ 2010
- كريستيان فولف (السن 65)
منذ 2012
- يواخيم غاوك (السن 85)
منذ 2017

## روابط خارجية
- الموقع الرسمي
- ألمانيا: رؤساء الدولة: 1949-2005